# 旋尾亚纲
旋尾亚纲（學名：Spiruria）主要由线虫动物门胞管腎綱之下的寄生蟲物種組成，是線蟲動物之下一亞綱。但其單系性並不可靠，後來的文獻傾向將其降級至亞目級，即旋尾亞目，而過去該目所下轄的各個目則降級至下目。

## 外部連結
- 維基物種上的相關：旋尾亚纲